# Crocidura orientalis lawuana
Crocidura orientalis lawuana is een ondersoort van de spitsmuis Crocidura orientalis die voorkomt in de bergen van Oost-Java. Deze ondersoort is wat kleiner dan de ondersoort uit West-Java, C. o. orientalis en heeft in tegenstelling tot die vorm wel wat borstelharen op de voorste helft van de staart. De kop-romplengte bedraagt 77 tot 96 mm, de staartlengte 63 tot 80 mm, de achtervoetlengte 14 tot 16 mm, de schedellengte 21,5 tot 23,9 mm en het gewicht 9,4 tot 12,5 g.